# 小田原百貨店
株式会社小田原百貨店（おだわらひゃっかてん）は、神奈川県小田原市を中心にスーパーマーケットを展開する企業。店舗の看板や広告などには「Pantry」（パントリー）のブランド名を使用している。

## 概要
神戸英次郎が1948年（昭和23年）に小田原市緑で「神戸商店」として創業し、1953年（昭和28年）4月28日に資本金100万円で「株式会社緑屋商店」として法人化したのが始まりである。
1958年（昭和33年）4月に「株式会社緑屋商店」が「（初代）株式会社小田原百貨店」と合併して、「（2代目）株式会社小田原百貨店」と商号を変更した。
1970年（昭和45年）5月15日に渋沢店を開設してチェーン展開を開始した。

#### 広報資料・プレスリリースなど一次資料
1. 1 2 3 4 5  会社情報 - 株式会社小田原百貨店 2024年6月4日閲覧。
2. ↑  今週のチラシ情報 【全店舗共通チラシ】 6/4（火）～　6/9（日）初夏の北海道フェア 6月8日（土）限り 大漁市 - 株式会社小田原百貨店 2024年6月4日閲覧。